# روبرت خاچاطریان (سیاستمدار، زاده ۱۹۲۱ (میلادی))
روبرت هراچیایی خاچاطریان (ارمنی: Ռոբերտ Խաչատրյան؛ زادهٔ ۸ ژوئن ۱۹۲۱ - درگذشته ۷ ژانویهٔ ۱۹۹۶) یک سیاستمدار اهل ارمنستان بود که از تاریخ ۶ مارس ۱۹۶۴ تا تاریخ ۶ مارس ۱۹۶۶ سمت وزیر فرهنگ ارمنستان شوروی را برعهده داشت.

## زندگی‌نامه
در ۸ ژوئن ۱۹۲۱ در تفلیس به دنیا آمد . وی در ۷ ژانویهٔ ۱۹۹۶ در سن ۷۴ سالگی در مسکو درگذشت و در ایروان به خاک سپرده شد.